# سيلينول

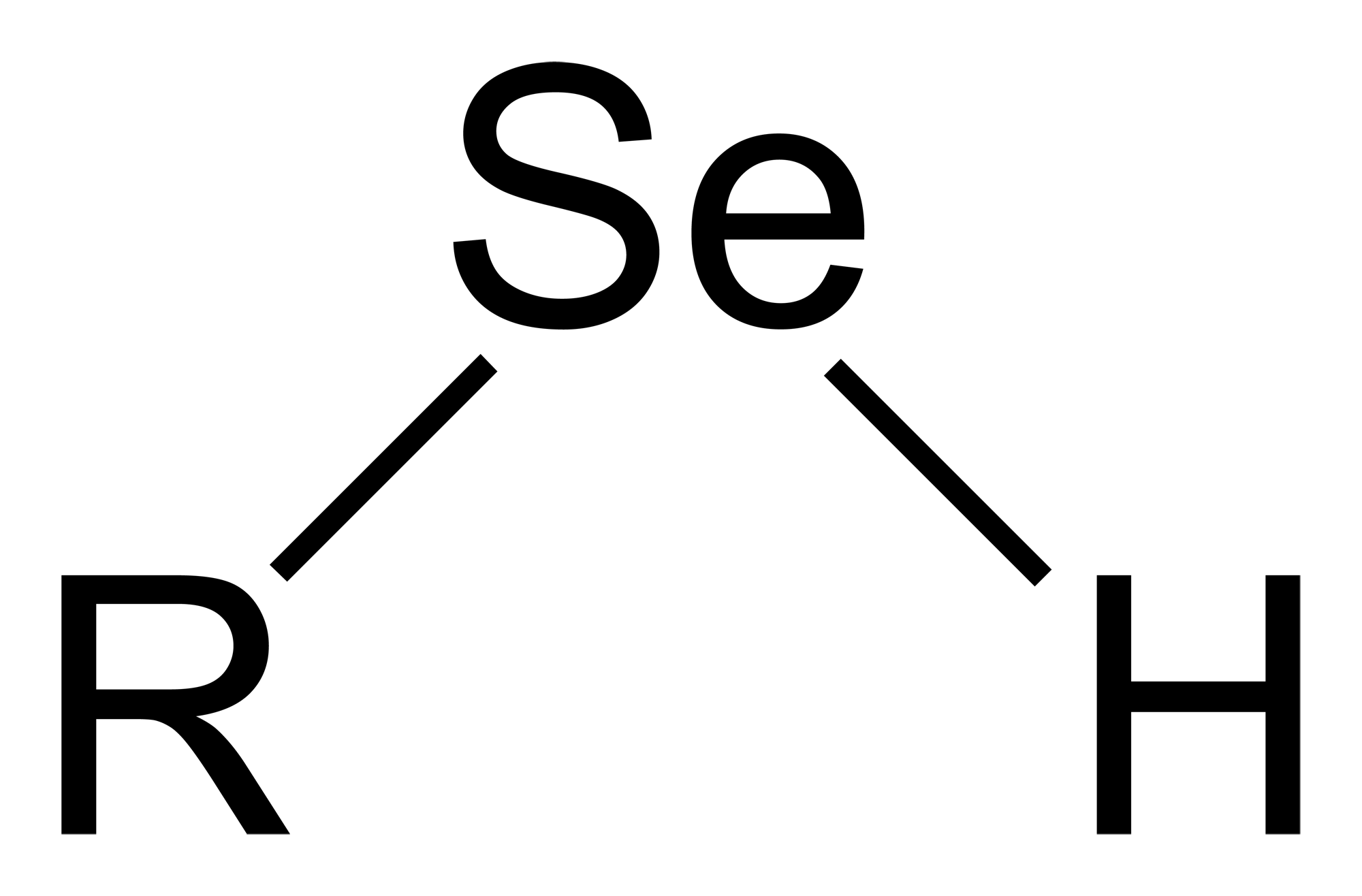
الصيغة العامة لمركبات السيلينول.

مركبات السيلينول هي مركبات سيلينيوم عضوية تحمل الصيغة R-SeH، وتعرف هذه المركبات أيضاً باسم سيلينو المركبتان أو سيلينو الثيولات، وذلك وهي لأنها من حيث التركيب البنيوي مناظرة لمركبات الثيول R-SH (أو المركبتان) والحاوية على ذرة الكبريت في تركيبها.

## الخواص
تشبه مركبات السيلينول في خواصها مركبات الثيول الموافقة، إلا أن طول الرابطة كربون-سيلينيوم C-Se أطول من الرابطة C-S بنسبة 8% وذلك عند 196 بيكومتر. بالتالي فإن الرابطة C-Se أضعف من الرابطة C-S، وذلك يمكن التعبير عنه بحساب طاقة تفكك الرابطة في المركبات الموافقة؛ فمثلاً تبلغ طاقة تفكك الرابطة في المركب C6H5Se-H مقدار 326 كيلوجول/مول، أما للمركب المناظر C6H5S-H فهي 368 كيلوجول/مول.

## التحضير
يمكن أن تحضر مركبات السيلينول من تفاعل مركب ليثيوم عضوي أو كاشف غرينيار مع عنصر السيلينيوم. فعلى سبيل المثال يحضر مركب سيلينول البنزين من تفاعل بروميد فينيل المغنسيوم مع عنصر السيلينيوم، ثم بإجراء تحميض لاحق للوسط: